# ألمير دا سيلفا
ألمير دا سيلفا هو لاعب كرة قدم برازيلي في مركز الهجوم، ولد في 5 يناير 1938 في ريو دي جانيرو في البرازيل. لعب مع Canto do Rio Foot-Ball Club ‏.